# Ingrid Hjelmseth
Ingrid Hjelmseth (Lørenskog, Østlandet, Noruega; 10 de abril de 1980) es una exfutbolista noruega. Jugaba de guardameta y su último equipo fue el Stabæk Fotball Kvinner de la Toppserien. Fue internacional absoluta con la selección de Noruega desde el 2003, con la que disputó más de 100 encuentros. Se retiró en 2019.

## Selección nacional
Hjelmseth fue llamada a jugar la Eurocopa Femenina de 2013 por la entrenadora Even Pellerud. Jugó la final en el Friends Arena, que perdieron por 1-0 contra Alemania.
Fue parte de las 23 jugadoras para la Copa Mundial Femenina de la FIFA 2011, Copa Mundial Femenina de la FIFA 2015 y Copa Mundial Femenina de la FIFA 2019.

## Clubes
| Club                   | País    | Año       |
| ---------------------- | ------- | --------- |
| SK Trondheims-Ørn      | Noruega | 1999-2006 |
| Asker Fotball          | Noruega | 2007-2008 |
| Stabæk Fotball Kvinner | Noruega | 2009-2019 |

## Palmarés
| Título                   | Club                   | País    | Año  |
| ------------------------ | ---------------------- | ------- | ---- |
| Toppserien               | SK Trondheims-Ørn      | Noruega | 2000 |
| Toppserien               | SK Trondheims-Ørn      | Noruega | 2001 |
| Toppserien               | SK Trondheims-Ørn      | Noruega | 2003 |
| Copa de Noruega Femenina | SK Trondheims-Ørn      | Noruega | 1999 |
| Copa de Noruega Femenina | SK Trondheims-Ørn      | Noruega | 2001 |
| Copa de Noruega Femenina | SK Trondheims-Ørn      | Noruega | 2002 |
| Toppserien               | Stabæk Fotball Kvinner | Noruega | 2010 |
| Toppserien               | Stabæk Fotball Kvinner | Noruega | 2013 |
| Copa de Noruega Femenina | Stabæk Fotball Kvinner | Noruega | 2011 |
| Copa de Noruega Femenina | Stabæk Fotball Kvinner | Noruega | 2012 |
| Copa de Noruega Femenina | Stabæk Fotball Kvinner | Noruega | 2013 |